# Skartyń
Skartyń (biał. Скартынь; ros. Скартынь, Skartyń) – wieś na Białorusi, w obwodzie homelskim, w rejonie kormańskim, w sielsowiecie Łużok.